# Ангелска арена
Ангелска арена (оригинално заглавие エンジェリックレイヤー, транскрипция на английски: Angelic Layer) е манга, създадена от творческия колектив „Кламп“. В нея е представена историята на ученичката Мисаки Судзухара, която, по стечение на обстоятелствата, започва да се състезава в популярната игра „Ангелска арена“, докато едновременно с това се опитва да разбере защо майка ѝ я е изоставила преди години. 
Мангата е публикувана между юли 1999 г. и октомври 2001 г. в списание „Шьонен Ейс“ на издателство „Кадокава Шьотен“, като отделните глави са събрани и издадени в пет тома. По нея е създаден и аниме сериал, чието първоначално излъчване е между април и септември 2001 г. по телевизия „Токио“.

## Сюжет
Действието започва с пристигането на Токийската гара на Мисаки Судзухара – седмокласничка, преместила се в столицата, за да живее при леля си. Когато излиза от сградата, вниманието ѝ е привлечено от битка между две кукли, излъчвана на голям екран. Оказва се, че това е двубой от изключително популярната игра „Ангелска арена“, участниците в която купуват кукли, носещи названието „ангели“, чиито външен вид те създават сами, и движат чрез система за ментален контрол по поле, наречено „арена“.
Мисаки проявява интерес към играта и това е забелязано от ексцентричен мъж, представящ се като Иччан, който я окуражава да си купи собствен ангел. Въпреки че си няма представа от правилата на играта, не след дълго тя започва да участва в турнири, като е подпомагана и внимателно наблюдавана от новия си познат, оказал се впоследствие единият от съавторите на „Ангелска арена“. 
Училището, в което Мисаки е записана в Токио, е академия „Ериол“ – образователна институция, обхващаща образователните нива от детска градина до гимназия. Там тя се сприятелява с Хатоко Кобаяши, много интелигентно и зряло за годините си момиченце в предучилищна възраст, което също така е и известна състезателка в „Ангелска арена“. Неговият невероятно бърз ангел, Судзука, е сред основните фаворити в турнирите в играта. Освен с него, Мисаки завързва приятелства с големия му брат, Котаро, и приятелката му Тамайо Кидзаки, които се оказват и нейни съученици.
Докато Мисаки се приспособява към новата среда, миналото ѝ продължава да оказва силно влияние върху нея. Тя често мисли за майка си, Шюко, която не е виждала от предучилищна възраст. Причината за нейното отсъствие от живота на дъщеря ѝ е разкрита в края на сериала. Става ясно, че майката на Мисаки е играла ключова роля в разработването на „Ангелска арена“, като работи по нея с цел да открие лечение за множествената си склероза, която я е приковала към инвалидна количка. Шюко също така е шампионка в играта, превърнала се в инструмент за повторната среща с дъщеря ѝ.

## Разлики между мангата и анимето
В мангата Мисаки наименува своя ангел Хикару по името на героиня от комикс, който е прочела във влака на път за Токио; за разлика от това, в анимето тя му дава името на любимата си кукла. Освен това, има и голяма разлика в обстоятелствата, накарали майката на Мисаки да я изостави; докато в анимето тя страда от множествена склероза, поради което не иска дъщеря ѝ да я вижда в такова състояние, в мангата тя има социофобия, пречеща ѝ да общува с хората, които обича. Приятелските двойки, които героите образуват, също са различни между двете медии.

## Аниме
Сериалът дебютира на екран на 1 април 2001 г. и се излъчва до 23 семптември 2001 г. Той е режисиран от Хироши Нишикиори по сценарий на Ичиро Окочи. Музиката е Кохей Танака, като началната тема „Be My Angel“ се изпълнява от Ацуко Еномото. Финалните теми са две: „The Starry Sky“ (епизоди 1 – 11) на попгрупата HAL и „Ame Agari“ (епизоди 12 – 21), изпълнявана от Моеко Мацушита.